# Donato Bilancia
Donato Bilancia (Potenza, 10 juli 1951 - Padua, 17 december 2020) was een Italiaans seriemoordenaar die in mei 1998 bekende dat hij in een tijdsbestek van negentig dagen zeventien mensen vermoordde in een gebied rond de Italiaanse Rivièra. Hij staat ook bekend als de Riviera Serial Killer. Bilancia werd in april 2000 veroordeeld tot dertienmaal levenslang.

## Bekentenissen
Bilancia wist naar eigen zeggen zelf ook niet waarom hij tot zijn daden was gekomen. Hij kon zijn verhoorders alleen vertellen dat hij geestesziek was en plotseling doordraaide. Bilancia wilde graag geholpen worden, beweerde hij.
In een document van veertien bladzijden bekende Bilancia de moorden op vier prostituees, drie veiligheidsagenten, twee goudsmeden, twee bediendes van een wisselkantoor, Elisabotta Zoppetti en Maria Angela Rubina (beiden 32) in het toilet van een trein, Maurizio Parenti uit de onderwereld van het gokken en diens vrouw Carla, en een pompbediende en medegokker, Giorgio Cenentaro. Zijn moordmethodes varieerden van pistoolschoten tot verwurging.
Voor zijn arrestatie kwam Bilancia al verschillende keren in aanraking met artsen vanwege psychische stoornissen.
Bilancia overleed in december 2020, 69 jaar oud, in de gevangenis aan de gevolgen van een besmetting met het coronavirus.